# جورج هاغ
جورج هاغ (بالإنجليزية: George Hague)‏ هو مجدف أمريكي، ولد في 30 يونيو 1915 في بوفالو في الولايات المتحدة، وتوفي في 28 مايو 1989.

## وصلات خارجية
- جورج هاغ على موقع الاتحاد الدولي للتجديف (الإنجليزية)
- جورج هاغ على موقع أوليمبيديا (الإنجليزية)